# 金子信雄
金子 信雄（かねこ のぶお、1923年〈大正12年〉3月27日 - 1995年〈平成7年〉1月20日）は、日本の俳優・料理研究家・司会者・タレント。妻は丹阿弥谷津子。愛称は「ネコさん」。

## 来歴・人物
東京府東京市下谷区（現・東京都台東区谷中）出身。母方の祖父は元彰義隊で、厳しい家系で家族親族からは役者になったことをずっと「河原乞食」と蔑まれていたという。歯科医の家庭に生まれたが、小学校1年の時から結核を患っており20歳まで闘病生活を送った。中学から下谷で育ち、京華学園を卒業。
役者に興味はなく、久保田万太郎直筆の推薦状を持った友人の付き添いで文学座に行ったら、中村伸郎に軽くあしらわれたことに腹を立て、出入りしていた錦町岸の錦橋閣の息子・奥野匡から「もし、やるなら演出部に来い」と言われ、「文学座に行けば女の顔が見れるだろ」と冷やかしで、1943年（昭和18年）に文学座所属俳優として芸能界入りする。19歳まで演出部に所属した。召集令状が来て戦地に出向いたが、20日くらいで戻る。東京大空襲で自宅は丸焼けし、文学座の劇団疎開に帯同する。終戦の年、1945年（昭和20年）から劇団員となり、翌1946年（昭和21年）から役が付く。同年、成瀬巳喜男監督の『浦島太郎の後裔』で映画デビュー。杉村春子から「金子さんも十二貫か十三貫あればね」と言われるほど痩せすぎでいい役が付かず。家族からの「どうせ信雄は20歳までには死ぬだろう」と思われていたという。森雅之が戦争中に文学座を辞めたことから、段々森の後釜候補と見られるようになった。田村秋子と堀越節子から「森によく似てる」などと言われ、杉村、中村伸郎、三津田健らと文学座の中堅として活躍しはじめた。
ヴィットリオ・デ・シーカ監督のイタリア映画『自転車泥棒』などのネオレアリズモに感銘を受け、サッコ・ヴァンゼッティ事件を題材としたマクスウェル・アンダーソンの戯曲を映画化したアルフレッド・サンテル監督のアメリカ映画「『Winterset』（『目撃者』）みたいな芝居をしよう」と提案したら、杉村から「共産党だからダメよ」と言われ、却下された。当時の文学座はプチブルが多く、芸術至上主義で家族主義。杉村が後に中国に接近したことは面白くなかったという。1952年（昭和27年）、演劇観の違いから文学座を退団し。本田延三郎が岡田英次と木村功をそそのかして作った青年俳優クラブの結成に参加。金子自身「私なんかダシになったんだけど」と述べている。青俳は1年で脱退。
以降、ラジオ番組と日活を中心に活躍。民放の出始めの頃でラジオ出演は1本でギャラ30万円、映画のギャラもかなりよく、1950年代ー1960年代で月収80万円くらいあった。独立プロが制作した『人間の條件』に出演し、「作ってる人が変に意識してる」と嫌になり、以降、独立プロが制作の映画は断り続けた。「ぼくは芸術家監督の犠牲者です。芸術家監督が日本映画を亡ぼした。プログラムピクチャーがいいんです」などと述べている。
若い頃から映画・テレビドラマ界では人間臭い悪役として名を馳せ、徹底して脇役、特に憎まれ役を演じることが多かった。1950年代は主に主人公のいけ好かない恋敵や軽薄な男を演じた。1960年代からは、日活全盛期のアクション映画・東映の任侠映画・実録映画で活躍。日活では、主に石原裕次郎や小林旭などの銀幕スターに対抗する敵役を演じた。1970年代になると、ずるくてセコくてスケベな上役を演じるようになり、仁義なき戦いシリーズシリーズでは、小心でずる賢いヤクザの組長役を全5作を通して見事に演じた。一部では、「仁義なき戦いシリーズの陰の主役」とも評された。
1958年（昭和33年）に丹阿彌谷津子と結婚。1966年（昭和41年）に丹阿彌と劇団新演劇人クラブ・マールイを結成し、共同経営者となる。団員には松田優作（のち文学座に入座）、柄本明（自由劇場を経て劇団東京乾電池を結成）などが在籍した。
俳優業以外でも料理研究をライフワークとしており、『うまいものが食べたくて』など食にまつわるエッセイを多数執筆。また1987年（昭和62年）から、朝日放送（ABCテレビ）で自ら考案した料理を披露する番組『金子信雄の楽しい夕食』を放送。金子の料理に加えて、東ちづるが金子にツッコミを入れるなどアシスタントとの絡みも話題を呼んだ。これをまとめた書籍「楽しい夕食シリーズ」（実業之日本社）も発売された。同番組のスポンサー「イカリソース」のCMにも出演したことがあり、同社からタイアップ商品「金子信雄のグルメシェフ」シリーズも発売された。荻窪にかまえたフランス料理店「牡丹亭」のオーナーでもあった。
1995年（平成7年）1月20日午前11時43分、細菌性敗血症のため東京都千代田区の病院で死去。71歳没。故人の遺志により通夜と告別式は行わなかった。同月11日から銀座セゾン劇場での舞台公演に出演予定であったが、前年暮れに体調を崩したため降板していた。また、『楽しい夕食』は同じ理由により死去以前から同年3月で終了する事が決まっており、その矢先の死だったため残る2ヶ月近くの放送分は収録ストック分の消化を経て、番組内で金子が作ったレシピを辻調理師専門学校の講師が改めて作るという形で凌いだ。墓所は八王子市の東京霊園。

## エピソード
- 子供の頃から読書家だったが、偏食家ということもあり虚弱体質だった。刺身、鳥、牛、寿司、鰻丼、親子丼もダメ[4]。天ぷらが好物で、夏野菜やイカ、かき揚げを好んだ[6]。学生時代は永井荷風や川端康成の作品を好んで読む病弱な文学青年として過ごす[3]。海兵団に入団するも胸の病にかかり即日帰郷となったが、その後食糧難でその日その日に手に入ったものを食べたおかげで偏食が治った[3]。
- 20歳の頃に文学座に入所すると、先輩たちから“金子(かねこ)”に因んで“ネコちゃん”と呼ばれるようになった[3]。先輩女優で後に妻となった丹阿彌谷津子は後年、「入所した頃の金子は、丸坊主にいつも白絣を着ていて蕗谷虹児の描く挿絵のような青年だった」と回想している[3]。同じく先輩の美男子俳優だった森雅之からは、「俺に似てる奴が入ってきた」と言われ、可愛がられた[3]。また、当時から料理上手で劇団の旅公演で自慢の腕を奮ったことで、先輩の杉村春子などから重宝された[3]。
- 上記の通り料理好きなため、仕事先でも市場へ足を運ぶことがよくあった。ある時、福岡市での仕事が終わってから市場へ出かけたところ、新鮮なサバを見つけたことから「家族と食べよう」と思い、当初予約していた翌日の朝一番の羽田便を急遽キャンセルし、その日の最終便の飛行機で自宅へ戻った。そのキャンセルした便は、1982年（昭和57年）2月9日に羽田沖で発生した日本航空350便墜落事故にあたる便となったため、金子は結果的に難を逃れる形となった。金子が予約していた座席は、特に損傷が激しく死者が多く出た1列目であった。
- 文学座時代の旅公演では劇団用とは別に食材を各地の闇市で仕入れ、東京の物は地方で、地方の物は東京でという風に高く売って生活費の足しにしていた。山本薩夫監督はこの話を面白がり、1952年の映画『真空地帯』で、闇市に横流しする金子軍曹役をあてがった[3]。ちなみに本人は後年、「芝居をやっていなかったら、きっと小佐野賢治みたいな実業家になってた」と語っていたという[3]。
- 川島雄三と新宿を飲み歩く仲だった[4]。仲代達矢は1956年の日活『火の鳥』で、月丘夢路の相手役がおらず、金子が「ザリガニみたいだけど日本人離れして面白いのがいる」と仲代を月丘と井上梅次に推薦し、ブレイクしたという[4]。1964年の山下耕作監督『江戸犯罪帳 黒い爪』（東映）に出演した際、打ち上げを西村晃と二人で新宿のストリップ小屋を貸し切って行ったら、あの松方弘樹がまだうぶでオロオロしていたという[4]。
- 映画『仁義なき戦い』の山守義雄役では、ヤクザの親分ながら人間味溢れる演技で[注 1]人気となった[3]。ちなみに山守の赤っ鼻のメイクは、金子の発案によるもの。当初、同役は三國連太郎が演じる予定だったが、東映の社長・岡田茂は「三國、岡田英次、木村功の出る映画は当たらん」という持論から[4]、「暗い親分はいかん」の一声で急遽金子に決まった[3][4]。また、1974年の舞台『仁義なき戦い』では、企画から関わった[3][4]。
- 1992年放送の深夜番組『EXテレビ』「芸能才人図鑑」のコーナーで金子がゲスト出演し、『仁義なき戦い』の挿話を語った時に劇中における金子扮する山守義雄親分のインパクトが大きく、『山口組三代目』の撮影で出入りしていた山口組三代目・田岡一雄が本作を鑑賞した後、金子の芝居を観て「あら（あれは）、モノホン（本物）だ」という感想をもらしていたことを関係者づてで聞いたことを披露している。また公開当時、新幹線での移動中に金子扮する山守義雄のモデルである山村辰雄の舎弟であった山田久（第五部『仁義なき戦い 完結篇』の登場人物で北大路欣也が演じる松村保のモデル）に遭遇し、大勢の子分を引き連れていた山田から「（子分に対して）お前ら、これが俺の親分だ。あいさつしろ」と車内で紹介されてあいさつされた。金子は「おれもどういう顔をしていいのかわからなかった」と語り、周囲の乗客から好奇のまなざしで見られていたこともあって困惑と恐縮のしきりであったと披露している。
- 役者デビューから数年間は、二枚目路線で活動していたが、1977年の『日本映画俳優全史 男優編』において以下のように評されている。「白面の繊細な若きウェルテルから数年後、日活映画ではすっかり世俗の汚れを身に着けていた」[3]。
- 舞台でも奔放な演技で異彩を放ち、1975年に上演された『喜劇にぎにぎ』では、本番中に共演者の植木等相手にアドリブ演技をしたり色々ないたずらをしていた[3]。
- 本人は演技について、「悪役ってのは一面的じゃないから楽しいんだ。人には必ず他人から見たら滑稽だったり、変に見えるところがある。それを膨らませて演じなきゃならない」と語っていた[3]。一部媒体では、「金子の憎まれ役の演技は現実にいそうな“生きた悪役”であり、それが魅力的だった」とも評されている[3]。次男によると、金子の口癖は「結局、生身の人間が一番面白い」だった[3]。
- 女優の山本陽子によると、1966年に共演したNHKのドラマ『太郎』の会議室のシーンでは、金子は「こんな長いセリフ覚えられねえよ」と言って靴下を脱ぎ始めた。するとカメラに映らないよう床においた台本を、足の指で器用にめくりながら本番に臨んだという[3]。また、山本とはお互いに料理好きなことから、以降共演するたびに食事に誘っては美味しい料理の話題や家での調理方法について会話を楽しんだという[3]。
- 先述の通り、文学好きなことから井伏鱒二とは飲み仲間で、長野県蓼科にあった井伏の別荘にもよく訪れた[3]。また、同世代の司馬遼太郎、池波正太郎とも親交があった[3]。
- 晩年は、次男からパリ土産としてもらったステッキ（柄の部分が“裸で仰向けになって寝そべる女性”を模したもの）を愛用していた[3]。

## 出演

### 映画

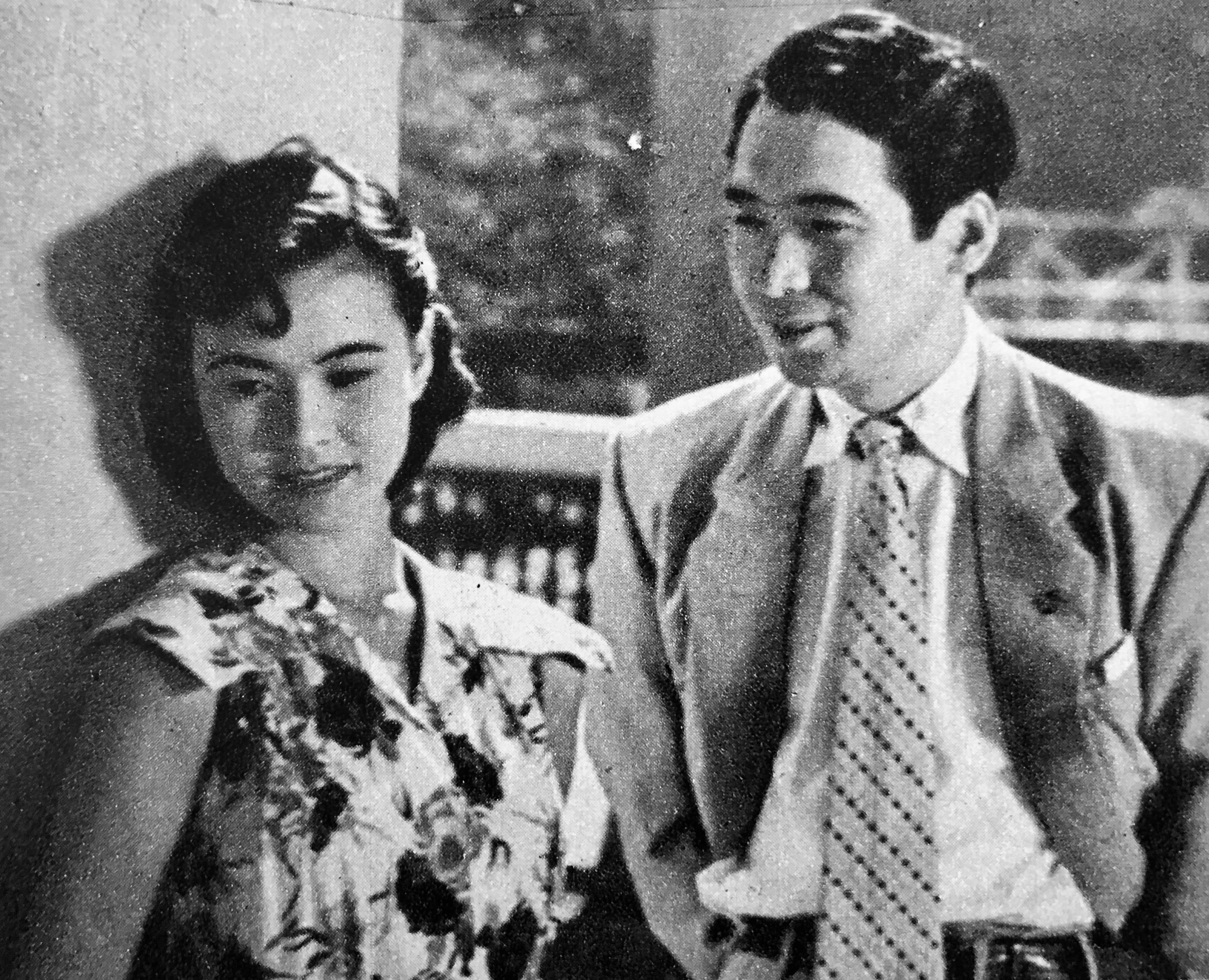
『若い人たち』（1954年）

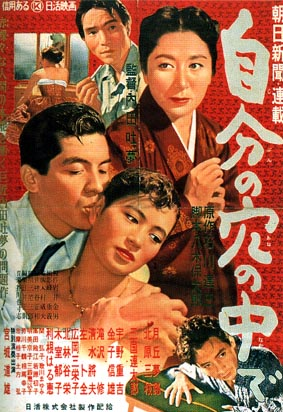
『自分の穴の中で』（1955年）ポスター（右下）

- 七色の花（1950年、東横映画） - 加島
- 銀座の踊り子　（1950年、東宝）
- わが一高時代の犯罪（1951年、東映） - 加藤清
- 生きる（1952年、東宝） - 渡辺光男
- 山びこ学校（1952年、八木プロ） - 田口
- 真空地帯（1952年、新星映画） - 金子軍曹
- 魚河岸の石松シリーズ（東映） - 上海の辰
  - 魚河岸の石松（1953年）
  - 続々魚河岸の石松（1953年）
- 雲ながるる果てに（1953年、重宗プロ） - 岡村中尉
- 赤線基地（1953年、東宝） - 河那辺杉男
- 女の園（1954年、松竹） - 平戸喜平
- 足摺岬（1954年、近代映画協会） - 西野
- 若い人たち（1954年、全国銀行従業員組合） - 戸川健一
- 山の音（1954年、東宝） - 夫相原
- 銀座の女（1955年、日活） - 長畑医師
- 七つボタン（1955年、日活） - 軍医長志賀大尉
- 夏目漱石の三四郎（1955年、東宝） - 原口画伯
- 自分の穴の中で（1955年、日活） - 志賀順二郎
- あした来る人（1955年、日活） - 三村明
- 浮雲（1955年、東宝） - 仏印の所員・加納
- 続・警察日記（1955年、日活） - 早船記者
- 狼（1955年、近代映画協会）
- 女優（1956年、近代映画協会）
- 丹下左膳シリーズ（日活） - 諏訪栄三郎
  - 丹下左膳 乾竜の巻（1956年）
  - 丹下左膳 坤龍の巻（1956年）
  - 丹下左膳 完結篇（1956年）
- 神阪四郎の犯罪（1956年、日活） - 検事
- 火の鳥（1956年、日活） - 富士監督
- 逆光線（1956年、日活） - 小松教授
- 隣りの嫁（1956年、日活） - 小手良造
- 夏の嵐（1956年、日活） - 城戸
- 沖縄の民（1956年、日活） - 福地一郎
- 飢える魂 正・続篇（1956年、日活） - 味岡礼司
- 月蝕（1956年、日活） - 武井
- 8時間の恐怖（1957年、日活） - 森公作
- 今日のいのち（1957年、日活） - 滝川晋平
- 幕末太陽傳（1957年、日活） - 相模屋楼主伝兵衛
- 九人の死刑囚（1957年、日活） - バルさん
- 嵐を呼ぶ男（1957年、日活） - 左京徹
- 心と肉体の旅（1958年、日活） - 正宗監督
- 夜の鼓（1958年、現代ぷろ） - 磯部床右衛門
- 素晴らしき男性（1958年、日活） - 吉村幹也
- 風速40米（1958年、日活） - 早田勇造
- 影なき声（1958年、日活） - 川井
- 嵐を呼ぶ友情（1959年、日活） - 児玉
- 今日に生きる（1959年、日活） - 三国伸介
- 群集の中の太陽（1959年、日活） - 権堂
- 山と谷と雲（1959年、日活） - 牧戸一郎
- 南国土佐を後にして（1959年、日活） - 大川
- 清水の暴れん坊（1959年、日活） - 船越
- 渡り鳥シリーズ（日活）
  - ギターを持った渡り鳥（1959年） - 秋津礼三郎
  - 渡り鳥いつまた帰る（1960年） - 榊原
  - 大草原の渡り鳥（1960年） - 高堂
  - 波涛を越える渡り鳥（1961年） - リイ・シャタック
- 傷だらけの掟（1960年、日活） - 野田隆太郎
- やくざの詩（1960年、日活） - 水町義雄
- 白銀城の対決（1960年、日活） - 香取善造
- ある脅迫（1960年、日活） - 滝田恭助
- 邪魔者は消せ（1960年、日活） - 岩瀬宗輔
- 男の怒りをぶちまけろ（1960年、日活）
- 天下を取る（1960年、日活） - 袋井専務
- 若い突風（1960年、日活） - 勝又技師
- 南海の狼火（1960年、日活） - 黒田
- 東京騎士隊 (1961年、日活)
- 天使が俺を追い駈ける（1961年、日活） - 王竜伯
- 人間の條件 第5・6部（1961年、にんじんくらぶ） - 桐原伍長
- 稼業シリーズ（日活）
  - ろくでなし稼業（1961年） - 勝又栄造
  - 用心棒稼業（1961年） - 権藤
  - 助っ人稼業（1961年） - 張為邦
- でかんしょ風来坊（1961年、日活） - 金井編集長
- 闇に流れる口笛（1961年、日活） - 天野
- 高原児（1961年、日活） - 花田社長
- 峠を渡る若い風（1961年、日活） - おてぶらの健
- アラブの嵐（1961年、日活） - 山本
- 姿なき追跡者（1962年、日活） - 間大作
- 拳銃は淋しい男の歌さ（1962年、日活） - 久世社長
- 望郷の海（1962年、日活） - 井沢
- 愛と死のかたみ（1962年、日活） - 角田
- 鉛をぶちこめ（1962年、日活） - 大和田
- 赤い蕾と白い花（1962年、日活） - 三輪貞一
- 探偵事務所23（日活） - 熊谷警部（捜査一課長）
  - くたばれ悪党ども（1963年）
  - 銭と女に弱い男（1963年）
- 野獣の青春（1963年、日活） - 小沢惣一
- 第三の影武者（1963年、大映） - 篠村佐兵太
- 赤いハンカチ（1964年、日活） - 土屋警部補
- 何処へ（1964年、日活） - 田島教頭
- 紫右京之介 逆一文字斬り（1964年、東映） - 島田左兵衛
- 黒の凶器（1964年、大映） - 黒沼一徳
- 大喧嘩（1964年、東映） - 上州屋仁右衛門
- 座頭市血笑旅（1964年、大映） - 宮木村の宇之助
- 賭博師シリーズ（日活）
  - 黒いダイスが俺を呼ぶ（1964年） - 榊原
  - ギター抱えたひとり旅（1964年） - 貝原組長
  - 投げたダイスが明日を呼ぶ（1965年） - 宗藤
- 黒い猫（1965年、東映）
- 男の紋章 花と長脇差（1964年、日活） - 郷田万造
- 花咲く乙女たち（1965年、日活） - 松井組長
- 霧の旗（1965年、松竹） - 谷村
- 真紅な海が呼んでるぜ（1965年、日活） - 本郷清次郎
- 明日は咲こう花咲こう（1965年、日活） - 薮本助役
- 旗本やくざ（1966年、東映） - 駿河屋
- 暖流（1966年、松竹） - 都留皮膚科部長
- 夜霧の慕情（1966年　日活） - 久保好雄
- 新・事件記者 大都会の罠（1966年、東京映画） - 牧村
- 骨まで愛して（1966年、日活） - 青木
- 帰らざる波止場（1966年、日活） - 沢田
- 続東京流れ者 海は真っ赤な恋の色（1966年、日活） - 瀬川
- 怪竜大決戦（1966年、東映） - 蝦蟇道人
- シンガポールの夜は更けて（1967年、松竹） - 丸尾
- 昭和残侠伝 血染めの唐獅子（1967年、東映） - 高見沢耕作
- 智恵子抄（1967年、松竹） - 画商山崎
- 解散式（1967年、東映） - 板垣徳道
- 続・組織暴力（1967年、東映） - 部長
- 眠狂四郎無頼控 魔性の肌（1967年、大映） - 朝日奈修理亮
- 日本侠客伝 斬り込み（1967年、東映） - 弁天福
- 渡世人（1967年、東映） - 藤井丑松
- 博奕打ち 総長賭博（1968年、東映） - 仙波多三郎
- 人間魚雷 あゝ回天特別攻撃隊（1968年、東映） - 赤石少佐
- 赤道を駈ける男 (1968年、日活)
- 極道シリーズ（東映）
  - 極道（1968年） - 江森司郎
  - 兵隊極道（1968年） - 榊原武千代
  - 待っていた極道（1969年） - 眞弓田大作
  - 極道釜ヶ崎に帰る（1970年） - 姜徳全
- 温泉芸者シリーズ（東映）
  - 温泉あんま芸者（1968年） - 品川
  - 温泉すっぽん芸者（1972年） - 実裏角蔵
- 吸血鬼ゴケミドロ（1968年、松竹） - 徳安
- 吸血髑髏船（1968年、松竹）‐末次
- 兄弟仁義 逆縁の盃（1968年、東映） - 岩井泰造
- 緋牡丹博徒（1968年、東映） - 岩津源蔵
- 新宿そだち（1968年、松竹）
- ごろつき（1968年、東映） - 須山
- ある女子高校医の記録 初体験（1968年、大映） - 熊谷校長
- 新網走番外地シリーズ（東映）
  - 新網走番外地（1968年） - 劉
  - 新網走番外地 嵐呼ぶダンプ仁義（1972年） - 大沼儀一
- 戦後最大の賭場（1969年、東映） - 菊地儀一
- 日本女侠伝 侠客芸者（1969年、東映） - 大須賀喜造
- 大幹部 殴り込み（1969年、日活） - 平田
- 夜の歌謡シリーズ 悪党ブルース（1969年、東映） - 奈良部好造
- 悪名一番勝負（1969年、大映） - 金やん
- 蝦夷館の決闘（1970年、東宝） - 越後屋嘉兵衛
- 戦後秘話 宝石略奪（1970年、東映） - 関正直
- 三匹の牝蜂（1970年、東映） - 村上産業社長
- 夜遊びの帝王（1970年、東映） - 重役
- 経験（1970年、東映） - 後藤田文吉
- 新宿の与太者（1970年、東映） - 関水
- ずべ公番長シリーズ（東映）
  - ずべ公番長 夢は夜ひらく（1970年） - 大羽金造
  - ずべ公番長 ざんげの値打もない（1971年） - 大矢松造
- 女渡世人 おたの申します（1971年、東映） - 滝島周蔵
- 関東兄弟仁義 仁侠（1971年、東映） - 浜田徳次郎
- 日本悪人伝シリーズ（東映）
  - 日本悪人伝（1971年） - 大木戸
  - 日本悪人伝 地獄の道づれ（1972年） - 亀島善太郎
- 純子引退記念映画 関東緋桜一家（1972年、東映） - 警察署長
- 博奕打ち外伝（1972年、東映） - 福地逸太郎
- 恐怖女子高校シリーズ（東映）
  - 恐怖女子高校 女暴力教室（1972年） - 群大作
  - 恐怖女子高校 暴行リンチ教室（1973年） - 佐藤茂
  - 恐怖女子高校 アニマル同級生（1973年） - 篠原角太郎
- セックスドキュメント エロスの女王（1973年、東映） - ナレーター
- 東京-ソウル-バンコック 実録麻薬地帯（1973年、東映）
- 三池監獄 兇悪犯（1973年、東映） - 水沼達也
- やくざ対Gメン 囮（1973年、東映）
- 仁義なき戦いシリーズ（東映） - 山守義雄
  - 仁義なき戦い（1973年）
  - 仁義なき戦い 広島死闘篇（1973年）
  - 仁義なき戦い 代理戦争（1973年）
  - 仁義なき戦い 頂上作戦（1974年）
  - 仁義なき戦い 完結篇（1974年）
- 女番長シリーズ（東映）
  - 女番長（1973年） - 靴磨きの客
  - 女番長 感化院脱走（1973年） - 秦野
  - 女番長 玉突き遊び（1974年） - 沖栄之助
- あゝ決戦航空隊（1974年、東映） - 手塚中将
- 脱獄広島殺人囚（1974年、東映） - 今津所長
- 新仁義なき戦い（1974年、東映） - 山守義雄
- まむしと青大将（1975年、東映） - 坊本徳造
- 県警対組織暴力（1975年、東映） - 友安政市
- 日本暴力列島 京阪神殺しの軍団（1975年、東映） - 国友利三郎
- 暴動島根刑務所（1975年、東映） - 吉成虎雄
- 実録三億円事件 時効成立（1975年、東映）
- 正義だ!味方だ!全員集合!!（1975年、松竹） - 熊田卓造
- トラック野郎（東映）
  - トラック野郎・天下御免（1976年） - 代議士
  - トラック野郎・突撃一番星（1978年） - 武見次郎
- やくざの墓場 くちなしの花（1976年、東映） - 赤間署長
- 新・女囚さそり 701号（1976年、東映） - 佐々木修
- 日本の首領シリーズ（東映）
  - やくざ戦争 日本の首領（1977年） - 田口彰治
  - 日本の首領 野望篇（1977年） - 平山英格
  - 日本の首領 完結篇（1978年） - 平山英格
- ダイナマイトどんどん（1978年、東映） - 橋本傅次郎
- 柳生一族の陰謀（1978年、東映） - 九条関白道房
- 赤穂城断絶（1978年、東映） - 吉良上野介
- 野性の証明（1978年、角川春樹事務所） - 溝口市長
- カラテ大戦争（1978年、松竹）
- 悪魔が来りて笛を吹く（1979年、東映） - 信州の仙人
- 総長の首（1979年、東映） - ルンペン
- その後の仁義なき戦い（1979年、東映） - 浅倉広吉
- 地獄（1979年、東映） - 閻魔大王
- トラブルマン 笑うと殺すゾ（1979年、東宝） - 毛利専務
- 真田幸村の謀略（1979年、東映） - 林羅山
- 遠い明日（1979年、東宝） - 多川蓮三
- 影の軍団 服部半蔵（1980年、東映） - 水戸光圀
- 将軍 SHŌGUN（1980年、東宝） - 石堂和成
- ニッポン警視庁の恥といわれた二人 刑事珍道中（1980年、東映） - 花田課長
- 連合艦隊（1981年、東宝） - 南雲機動部隊長官[7]
- 刑事物語2 りんごの詩（1983年、東宝） - 弘前中央署署長
- 泪橋（1983年、人間プロ） - 親分風の男
- ゴジラ（1984年、東宝） - 磯村自治大臣[8][1]
- 226（1989年、松竹） - 川島義之陸軍大臣
- 首領になった男（1991年、東映） -八十島久作
- 王手（1991年、ムービーギャング） - 天王寺
- 江戸城大乱（1991年、東映） - 徳川光友
- 国会へ行こう!（1993年、東宝） - 森下徳郎

### テレビドラマ
- ミュージカル・ショー / 指輪の秘密（1956年、NHK）
- 獅子文六アワー（NTV）
  - 悦ちゃん（1956年）
  - 悦ちゃん 後篇（1958年）
- 東芝日曜劇場（TBS）
  - 第5話「鶯」（1956年）
  - 第99話「女人連祷」（1958年）
  - 第103話「マンモスタワー」（1958年）
  - 第141話「白い闇」（1959年）
  - 第152話「あざのある女」（1959年）
  - 第217話「白い風」（1961年）
  - 第236話「今夜も月が出る」（1961年）
  - 第314話「影」（1962年）
  - 第315話「殺人者」（1962年）
  - 第437話「湯脈の笑い」（1965年）
  - 第536話「ふたりぼっち つげのくし」（1967年）
  - 第586話「ほたる放生」（1968年）
  - 第687話「男って女って」（1970年）
- ウロコ座（KR）
  - 第29話「カササギ」（1957年）
  - 第89話「細君三日天下」（1958年）
  - 第93・94話「恋文」（1958年）
  - 第114 - 117話「盤獄の一生」（1958年）
- スターショー / かわいそうな手（1957年、NHK）
- 東京0時刻（KR）
  - 死体を隠せ（1959年）
  - 証人を探せ（1959年）
  - 七百万円の誘惑（1959年）
  - 理由なき殺人（1959年）
  - 妻の命を（1959年）
  - グラスは語る（1959年）
  - 私は殺される（1959年）
  - 血ぬられた断層（1959年）
  - 雪山は招く（1959年）
  - セレベスの鬼（1959年）
  - 消えた毒薬（1959年）
  - 電話が追ってくる（1959年）
  - 影ある女（1959年）
  - すれちがった女（1959年）
  - 役者が上だ（1959年）
  - 破られた紙幣（1959年）
  - 追いつめられた男（1959年）
  - スケッチブックの女（1959年）
  - アリバイ（1959年）
  - その薬を慕むな（1959年）
  - 運のよい男（1959年）
  - 呪われた遺産（1959年）
  - 消えた名画（1959年）
  - 被害者を探せ（1959年）
  - 華やかな夜（1959年）
  - 証拠を残すな（1959年）
  - 死んだはずの男（1959年）
  - 妄執の家（1959年）
  - 黒い時間（1959年）
  - 美しいボンボン（1959年）
  - 白い恐怖（1959年）
  - カンニング（1959年）
  - 自殺ホテル（1959年）
  - しろうとお断り（1959年）
  - 金はそこにある（1959年）
  - 灰色の壁（1959年）
  - 拳銃貸します（1959年）
  - 白い罠（1959年）
  - あなたは浮気がやめられる（1959年）
  - もう一人の男（1959年）
  - その子に知らすな（1959年）
  - 背中に気をつけろ（1959年）
  - 出口はひとつだ（1959年）
  - そのあとが問題だ（1959年）
  - 最後に笑う者（1960年）
  - どっちを向いても拳銃だ（1960年）
  - 乾盃にご用心（1960年）
  - 雪を汚すな（1960年）
  - 宝石に罪あり（1960年）
  - 女から眼をはなすな（1960年）
  - 俺か?殺し屋さ（1960年）
  - 子供を手配せよ（1960年）
  - ドラマが響くぜ（1960年）
  - 手が汚ねぇぞ（1960年）
  - 裁きは俺がつける（1960年）
- 土曜劇場（KR）
  - こんどは俺の番だ（1958年）
  - 平家館（1959年）
- 木暮実千代アワー / この命ある限り（1959年、NET）
- サンヨーテレビ劇場（KR）
  - 山崎豊子短編集 持参金（1959年）
  - 貧乏さん（1959年）
  - 愛と空白の共謀（1959年）
  - グッド・バイ（1960年）
  - 女は同じ物語（1961年）
  - 魚紋（1961年）
  - 恋はペガサスに乗って（1961年）
  - ダゴンさんの恋人（1961年）
- 芥川龍之介シリーズ 第4話「秋」（1959年、NTV）
- ここに人あり 第95話「ひなげしの庭」（1959年、NHK）
- 平和屋さん（1959年11月20日、NHK） - 速水庸三
- 東芝土曜劇場（CX）
  - 第16話「姉妹」（1959年）
  - 第18話「百足ちがい」（1959年）
  - 第63話「空が蒼いと人が死ぬ」（1960年）
- 人間そっくり（1959年、中日テレビ） - 加島洋介
- ミステリー影（NET）
  - 追いつめられた男（1959年）
  - 密室（1960年）
- 現代幸福読本 第9話「流行作家の自由について」（1959年、NTV）
- おかあさん（TBS）
  - 第36話「天国往来」（1960年）
  - 第52話「ふりむかぬ母」（1960年）
  - 第140話「マリアの涙」（1962年）
  - 第295話「雨」（1965年）
  - 第340話「海の微風」（1966年）
- 新選組始末記（1961年、TBS） - 芹沢鴨
- 松本清張シリーズ・黒い断層（TBS）
  - 第25・26話「愛と空白の共謀」（1961年）
  - 第30・31話「偶数」（1961年）
- 雑草の歌 第144話「総務部付」（1961年、NTV）
- グリーン劇場（TBS）
  - 第18話「俺は知らない」（1961年）
  - 第27話「隠密返上」（1961年）
- 山本周五郎アワー（TBS）
  - 第2話「ひとでなし」（1961年）
  - 第23話「わたしです物語」（1961年）
- 井上靖アワー / 稲妻（1961年、TBS）
- 日立ファミリーステージ（TBS）
  - 判事よ自らを裁け（1961年） - 被害者岩田
  - ぼろと札束（1962年）
  - 葬式紳士（1962年）
- テレビ指定席（NHK）
  - 残りの幸福（1962年）
  - 喪われた街（1962年）
  - ちいさな生活（1963年）
  - おとこ同士 おやじ操縦法より（1964年）
- 近鉄金曜劇場（TBS）
  - チャンスは三度ある（1962年）
  - ヘチマくん（1962年）
  - 奴凧（1964年）
  - おもかげ（1966年）
- 黒の組曲（NHK）
  - 第11話「生年月日」（1962年） - 白木講師
  - 第27話「黒い樹海」（1962年） - 妹尾郁夫
  - 第37話「噂始末」（1962年） - 島倉利介
- 女の園 第39話「その日のために」（1962年、NHK）
- 短い短い物語（NET）
  - 第72話「民心安定局」（1962年）
  - 第77話「おうむ」（1963年）
- 判決（NET）
  - 第16話「1314TH」（1963年）
  - 第125話「明日への群像」（1965年）
- コメディフランキーズ（TBS）
  - 第6話「笑説西郷どん」（1963年）
  - 第11話「明治の次郎長伝」（1963年）
  - 第38話「へんなハムレット」（1964年）
  - 第42話「マ元帥は知らなかった」（1964年）
- ダイヤル110番 第310話「自殺要員」（1963年、NTV）
- 日産スター劇場（NTV）
  - 何処へ（1964年）
  - 儲かったわよあなた（1966年）
  - にきびと香水（1967年）
- テレビ劇場（NHK）
  - 手紙（1964年）
  - 花のない庭（1964年）
- ポーラ名作劇場 第59話「香華」（1965年、NET）
- 風雪 放送第一声（1965年、NHK） - 煙山二郎
- シオノギテレビ劇場（CX）
  - 戸田家の兄妹（1965年）
  - しぐれ人形（1966年）
- NHK劇場 / 海へ（1966年、NHK）
- ザ・ガードマン（TBS / 大映テレビ室）
  - 第72話「暗殺指令」（1966年）
  - 第83話「ダイヤモンド襲撃」（1966年）
  - 第105話「国際会議全滅作戦」（1967年）
  - 第145話「私の愛した死体」（1968年）
  - 第226話「替え玉旅行は殺人がいっぱい」（1969年）
  - 第236話「喜劇・いらっしゃいませ集団万引様」（1969年）
  - 第252話「俺の女房は悪魔のお使い」（1970年）
- ナショナルゴールデン劇場 / 逃亡（1966年、NET）
- 太郎（1966年、NHK） - 大石開発課長
- 大河ドラマ（NHK）
  - 竜馬がゆく（1968年） - 河田小竜
  - 草燃える（1979年） - 平清盛
  - 峠の群像（1982年） - 隆光
  - 独眼竜政宗（1987年） - 伊達晴宗
  - 翔ぶが如く（1990年） - 徳川斉昭
- 大奥（1968年、KTV / 東映） - 田崎玄右衛門
- 銭形平次（CX / 東映）
  - 第126話「錦絵秘聞」（1968年） - どろ亀
  - 第753話「やさしい悪女」（1981年） - 政五郎
- あゝ忠臣蔵（1969年、KTV / 東映） - 天野屋利兵衛
- 新平四郎危機一発 第2話「殺しの花は赤い」（1969年、TBS）
- 大坂城の女（1970年、KTV / 東映） - 織田有楽斎
- 江戸巷談・花の日本橋（KTV）
  - 第23話「浮世絵女房」（1972年） - 十返舎一九
  - 第24話「浮き世は憂世」（1972年） - 十返舎一九
  - 第25話「ねずみ小僧と謎の女」（1972年） - 弥助
  - 第26話「ねずみ小僧は恋でとらえろ」（1972年） - 弥助
- 忍法かげろう斬り 第12話「闇に消えた殿様」（1972年、KTV / 東映） - 三崎兵部
- シークレット部隊 第24話「恋の泥棒作戦」（1972年、TBS / 大映テレビ室）
- 追跡 第12話「天使の唄」（1973年、KTV / C.A.L）
- 非情のライセンス（NET / 東映）
  - 第1シリーズ 第36話「兇悪の子猫たち」（1973年） - 市長
  - 第2シリーズ 第18話「兇悪の父子」（1975年） - 芝木良三
  - 第2シリーズ 第104話「背任」（1976年） - 樫村泰三（城西署署長）
- ぶらり信兵衛 道場破り 第11話「立ち退き大作戦」（1973年、CX / 東映）
- 大久保彦左衛門（1973年、KTV） - 天海
- 銀河テレビ小説（NHK）
  - 恋とコーヒー（1974年）
  - やつらの戦い1（1983年）
  - やつらの戦い2（1985年）
  - 清水みなとストーリー（1986年）
  - 総務部総務課 山口六平太（1988年） - 田川耕筰
- 真珠夫人（1974年、TBS）
- 傷だらけの天使 第1話「宝石泥棒に子守唄を」（1974年、NTV / 東宝） - 神島（骨董屋）
- 影同心（1975年、MBS / 東映） - 柳田茂左衛門
- おふくろさん（1974年、NTV） - 五味要造
- 燃える捜査網（1975年、NET / 東映） - 日比木大八
- 徳川三国志（1975年 - 1976年、NET / 東映） - 青山伯耆守
- いろはの"い"（1976年 - 1977年、NTV / 東宝） - 神谷達吉（ヘソタツ）
- ポーラテレビ小説「さかなちゃん」（1976年 - 1977年、TBS） - 鈴木社長
- 横溝正史シリーズ 獄門島（1977年、MBS / 東宝） - 村瀬幸庵
- 太陽にほえろ! 第273話「逆恨み」（1977年10月、NTV / 東宝） - 尾崎（淀橋署刑事）
- 桃太郎侍 （NTV / 東映）
  - 第57話「達磨と鬼神がやって来た!」（1977年） - 達磨の忠次
  - 第60話「虹をつかんだお姫さま」（1977年） - 達磨の忠次
  - 第64話「さよならだけが人生だ!」（1977年） - 達磨の忠次
  - 第126話「看板娘を狙う鬼」（1979年） - 和兵衛
  - 第166話「おしゃれ殿様」（1979年） - 一柳鉄舟 / 一柳隠岐守
- 達磨大助事件帳 第17話「地獄の沙汰も銭」（1978年、ANB / 前進座 / 国際放映） - 竹中太郎左衛門
- 東京メグレ警視シリーズ（1978年、ABC / テレパック）
- 白い巨塔（1978年 - 1979年、CX） - 岩田重吉
- 柳生一族の陰謀第9話「旗本の首領」（1978年、KTV / 東映） - 大久保彦左衛門
- 不毛地帯（1979年、MBS） - 貝塚官房長
- おやこ刑事（1979年、12ch） - 柴田勘太郎
- 服部半蔵 影の軍団（1980年、KTV / 東映） - 酒井忠清
- ただいま放課後（1980年、CX / 東宝） - 松本利一（隼学園理事長）
- 大激闘マッドポリス'80 第9話「殺人刑務所」（1980年、NTV / 東映） - 朝倉泰造
- 江戸の用心棒 第24話「老中誘拐さる」（1981年、CX / 東宝 / 映像京都） - 柳沢吉保
- キッド（1981年 - 1982年、NTV） - 小笠原剛太郎
- はまなすの花が咲いたら（1981年 - 1982年、TBS） - 井田佐太郎
- 悪女の招待状（1982年、ANB） - 武藤大蔵（武藤病院院長）
- 源九郎旅日記 葵の暴れん坊 第11話「波切 潮鳴り 悪を斬る」（1982年、ANB / 東映） - 杢兵衛
- 海にかける虹〜山本五十六と日本海軍（1983年、TX） - 南雲忠一
- 月曜ドラマランド / 意地悪お手伝いさん（1984年 - 1986年、CX）
- 生きて行く私（1984年、MBS / P.D.S.）
- 妻たちの課外授業（1985年） - 大沼喜郎
- 金曜女のドラマスペシャル / 有吉佐和子の三婆（1985年、CX）
- 特命刑事ザ・コップ 第12話「女刑事マリアが危ない!」・第13話「マリア! なぜ死んだ!!」（1985年、ABC）
- ライスカレー（1986年、CX）
- 私鉄沿線97分署 第82話「アシタバ摘んで罪つんで…」（1986年、ANB / 国際放映） - 本城刑事の父
- 火曜サスペンス劇場 / フルムーン旅情ミステリー1・湯布院殺人事件（1989年9月19日放送、NTV / プロジェクトエー）
- 水曜グランドロマン / 別宅にて急逝（1989年、NTV）
- 土曜ワイド劇場（ANB）
  - 家政婦は見た! 9（1991年）
  - 新妻殺し（1991年）
- 艶姿! 初春 照姫七変化（1991年、CX / 東映）
- 恋料理カレンダー（1991年、CBC） - 主演
- 土曜ドラマ（NHK）
  - チロルの挽歌（1992年） - 橘久雄
  - 和菓子の味（1994年） - 幸田眞
- 腕におぼえあり 第2シリーズ 第3話「凶盗」（1992年、NHK） - 桝六
- 転職ロックロール（1995年、EX）

### 舞台
- 西郷輝彦特別公演「心をこめてあなたに」「俺は挑戦する」
- 金子信雄プロデュース新演劇公演「仁義なき戦い」（1974年、紀伊国屋ホール）
- 喜劇にぎにぎ（1975年）
- おはん（おはんの叔父役）

### 料理番組
- モーニングジャンボ奥さま8時半です内コーナー「金子信雄（ネコさん）の口八丁手包丁」（1980年代、TBS）
- 金子信雄の楽しい夕食（1987年 - 1995年、ABC）

### 吹き替え
- ミステリー・ゾーン シーズン3 第29話「悪意の果て」（オリバー・クラングル）

### CM
- 大関 清酒大関
- ハウス食品 マーボ豆腐の素
- 海洋牧場 つまみ菜（1983年）
- ライオン ママクリスタ（1983年）
- サァーヴァー
- 象印マホービン
- イカリソース
- ポーラ化粧品
- 明星食品 新中華三昧

## 著書
- 『腹が鳴る鳴る』講談社、1975年10月8日。NDLJP:12106181。
  - うまいものが食べたくて 金子信雄 [著] 講談社  1984(講談社文庫)
- 口八丁手包丁 : 酒飲み自身がつくる肴とお菜十三月 金子信雄 著 実業之日本社  1975
  - 金子信雄のうまい料理 : 口八丁手包丁 金子信雄 著 三笠書房  1992(知的生きかた文庫)
- 『新・口八丁手庖丁』作品社、1980年7月25日。NDLJP:12102296。
  - 『新・口八丁手庖丁』角川書店〈角川文庫〉、1983年11月10日。NDLJP:12103980。
- ネコさんの好色十三月夜 金子信雄 著 作品社  1982(Hustler book)
  - ネコさんの好色十三月夜 金子信雄 著 ベストセラーズ  1985(ワニ文庫)
- 男がつくるスタミナ料理の本 : 頭と体の疲れをとる 金子信雄 著 ベストセラーズ  1982(ワニの本. ベストセラーシリーズ)
  - 『ネコさんのスタミナ料理の本 : 頭と体の疲れをとる』ベストセラーズ〈ワニ文庫〉、1986年8月25日。NDLJP:12100696。
- 金子信雄の楽しい夕食 : 食べ上手・作り上手が教えるおいしいお惣菜十二か月 金子信雄 著 実業之日本社  1988
  - 金子信雄の楽しい夕食 金子信雄 著 文芸春秋  1991(文春文庫)
- 産地直送大全 : 食をきわめる ふるさと発の新鮮宅配便 グルメに贈る旬味旬菜143 金子信雄, 日之出出版  1989
- 金子信雄の楽しい夕食 : 食べ上手・作り上手が教える四季のおいしいお惣菜 続 金子信雄 著 実業之日本社  1989
  - 金子信雄の楽しい夕食 続 金子信雄 著 文芸春秋  1994(文春文庫)
- 金子信雄の楽しい夕食 続続 金子信雄 著 実業之日本社  1990
- 金子信雄の楽しい夕食 part 4 金子信雄 著 実業之日本社  1991
- 金子信雄の楽しい夕食 part 5 金子信雄 著 実業之日本社  1993
- 金子信雄の楽しい夕食 part 6 金子信雄 著 実業之日本社  1994